# Costa Cálida
De Costa Cálida (Spaans voor de warme kust) is een van de Spaanse Costa's, in de regio Murcia. Deze costa ligt in het zuidoosten van het Iberisch Schiereiland aan de Middellandse Zee en gaat in het noorden over in de Costa Blanca en in het zuiden in de Costa de Almería. De belangrijkste plaats is de havenstad Cartagena.

## Structuur
Murcia kent een kustlijn van ongeveer 250 kilometer lang: inhammen en smalle stranden met rotsen. Hier ligt tevens, een zoals het lijkt een geografisch ongeval, genaamd La Manga. Een smalle landstrook, doorsneden door enkele kanalen en openingen, die de Mar Menor lagune afsluit van de Middellandse Zee.
Het grootste deel van de Costa Cálida is ruig en minder overspoeld door het toerisme als de Costa Blanca. Het meest dichtbebouwde gebied bevindt zich rond de Mar Menor en rond Cartagena.

## Natuur
De kuststreek van Murcia biedt aan de ene kant onbeschermde stranden met wilde zee en aan de andere kant smalle inhammen met palmbomen en rustig water. Er zijn zandduinen, stranden, zoutwaterlagunes en wadden. De Murcia kuststreek heeft vele facetten voor de natuurliefhebber. Veel gebieden vallen onder natuurbeschermingsregeling.
Aan de kust ligt tevens het district Cartagena, waaronder de volgende grotere plaatsen vallen:
- Cartagena
- La Unión
- Los Alcázares
- San Pedro del Pinatar
- San Javier
- Torre-Pacheco
- Fuente Álamo de Murcia
- Mazarrón

Zuidelijker gelegen ligt het district Lorca met de plaatsen:
- Águilas
- Puerto Lumbreras